# Серхіо Даніель Мартінес
Серхіо Даніель Мартінес (ісп. Sergio Daniel Martínez, нар. 15 лютого 1969, Монтевідео) — колишній уругвайський футболіст, що грав на позиції нападника.
Виступав, зокрема, за клуб «Бока Хуніорс», а також національну збірну Уругваю, у складі якої є володаром Кубка Америки.

## Клубна кар'єра
Народився 15 лютого 1969 року в місті Монтевідео. Вихованець футбольної школи клубу «Дефенсор Спортінг». Дорослу футбольну кар'єру розпочав 1986 року в основній команді того ж клубу, в якій провів п'ять сезонів, взявши участь у 29 матчах чемпіонату. За цей час виборов титул чемпіона Уругваю.
Протягом 1991–1992 років захищав кольори команди клубу «Пеньяроль».
Своєю грою за останню команду привернув увагу представників тренерського штабу клубу «Бока Хуніорс», до складу якого приєднався 1992 року. Відіграв за команду з Буенос-Айреса наступні шість сезонів своєї ігрової кар'єри. Більшість часу, проведеного у складі «Бока Хуніорс», був основним гравцем атакувальної ланки команди. У складі «Бока Хуніорс» був одним з головних бомбардирів команди, маючи середню результативність на рівні 0,58 голу за гру першості, а за підсумками Апертури 1993 та Клаусури 1997 ставав найкращим бомбардиром чемпіонату (12 і 15 голів відповідно). Крім того, Мартінес допоміг «Боці» виграти чемпіонат Аргентини у 1992 році, а також Золотий Кубок у 1993 році.
У січні 1998 року Мартінес перебрався до іспанського «Депортіво», але закріпитись в команді так і не зумів, зігравши лише в трьох матчах Ла Ліги.
Завершив професійну ігрову кар'єру у клубі «Насьйональ», за команду якого виступав протягом 2000–2001 років. За цей час додав до переліку своїх трофеїв ще два титули чемпіона Уругваю — 2000 і 2001 років.

## Виступи за збірну
1989 року дебютував в офіційних матчах у складі національної збірної Уругваю. В тому ж році був включений в заявку на розіграш Кубка Америки 1989 року у Бразилії, де разом з командою здобув «срібло», поступившись першим місцем господарям змагання.
Наступного року у складі збірної був учасником чемпіонату світу 1990 року в Італії, після чого ще тричі виступав на Кубках Америки — 1991 року у Чилі, 1995 року в Уругваї, здобувши того року титул континентального чемпіона, та 1997 року у Болівії.
Всього протягом кар'єри у національній команді, яка тривала 8 років, провів у формі головної команди країни 34 матчі, забивши 14 голів.

## Титули і досягнення
- Чемпіон Уругваю (3):

«Дефенсор Спортінг»: 1987
«Насьйональ»: 2000, 2001
- Чемпіон Аргентини (1):

«Бока Хуніорс»: Апертура 1992
- Володар Кубка Америки (1):

Уругвай: 1995
- Срібний призер Кубка Америки: 1989

### Індивідуальні
- Найкращий бомбардир чемпіонату Аргентини:  Апертура 1993 (12 голів), Клаусура 1997 (15 голів)